# Seishiro Kato
Seishiro Kato (加藤 清史郎) (nascido em 4 de agosto de 2001, periodo heisei ) é um ator e personalidade televiziva  japonês (タレント） .
Nascido na província de Kanagawa . Pertencente a Kenon . Com Altura de 163cm. Até 2019, pertenceu à companhia de teatro Kenshiro Kato, que também pertencente à companhia de teatro Himawari, é seu irmão mais novo. Ele também tem uma irmã mais nova (irmã mais velha de Kenshiro). sendo assim o caçula.